# Associação Mantenedora do Projeto Mão de Pilão
A Associação Mantenedora do Projeto Mão de Pilão, conhecido também como Voleisul (Voleisul/Paquetá Esportes por razões comerciais) é uma equipe de voleibol da cidade gaúcha de Novo Hamburgo, que foi criada em 9 de dezembro de 2013. Em sua primeira disputa nacional, a equipe foi vice campeã da Superliga B 2014, conquistando o acesso para a Superliga A, competição na qual disputa até a temporada 2015-16.

## Temporadas
2013-14
- Superliga B:  2º lugar

2014-15
- Campeonato Gaúcho: 2º lugar
- Copa Brasil: 10º lugar
- Superliga: 10º lugar

2015-16
- Campeonato Gaúcho: 3º lugar
- Copa Brasil: 4º lugar
- Superliga: 10º lugar

2016-17
- Copa Paquetá Esportes: 3º lugar
- Campeonato Gaúcho: 3º lugar
- Superliga B[1]: A disputar

NOTA ^ : Por falta de recursos, o Voleisul abriu mão da sua vaga na Superliga A de 2016-17.

## Elenco Atual
Última atualização: 12 de outubro de 2016
Comissão Técnica

## Campanhas de destaque
- Superliga B: 2º lugar (2014)